# Bimetal

Bimetal termometryczny w kształcie spirali zmieniający swój kształt pod wpływem zmian temperatury

Bimetal – trwale połączone na całej powierzchni styku elementy z dwóch różnych pod względem właściwości fizykochemicznych metali lub stopów.
Wyróżnia się bimetale stykowe, przewodowe, przeciwkorozyjne, termometryczne (termobimetale).
Przykładowe zastosowania:
- Kupal – bimetal wykonany z miedzi i glinu, służący np. do łączenia elementów instalacji elektrycznych.
- Srebrzanka – bimetal wykonany z miedzi pokrytej srebrem – który pozwala na wykorzystanie zjawiska naskórkowości[1] w celu obniżenia rezystancji.
- Monety, które wykonane są z krążka jednego metalu lub stopu wciśniętego w pierścień z innego metalu (stopu) nazywane są monetami bimetalicznymi. Takie monety, choć droższe w produkcji, są trudniejsze do podrobienia niż wykonane z jednolitego krążka i stosowane są zazwyczaj do wyższych nominałów, np. w funtach brytyjskich bimetaliczna jest moneta 2£, w walucie euro – monety 1 € i 2 €, w polskich złotych – monety 2 zł i 5 zł.